# Desmacidon infestum
Desmacidon infestum är en svampdjursart som beskrevs av Schmidt 1870. Desmacidon infestum ingår i släktet Desmacidon och familjen Desmacididae. Inga underarter finns listade i Catalogue of Life.